# Prigione di Stadelheim
La prigione di Stadelheim, nel distretto Giesing a Monaco di Baviera, è una delle più grandi prigioni tedesche.

## Storia
Costruita nel 1894, era il luogo dove avvenivano molte esecuzioni, particolarmente durante il periodo nazista. Adolf Hitler vi fu detenuto per alcune settimane nel 1922. Qui vennero portati molti degli arrestati durante la notte dei lunghi coltelli e qui vennero eseguite la maggior parte delle esecuzioni.

### Rosa Bianca
Nel 1974 lo scultore William Breitsameter ha realizzato un memoriale per ricordare il sacrificio di Hans Scholl e della sorella minore Sophie Scholl, appartenenti al movimento della Rosa Bianca di opposizione al nazismo e che vennero giustiziati in questa prigione. L'opera d'arte è conservata nell'edificio della struttura.